# Rozino (Plovdiv)
Rozino (Bulgaars: Розино) is een dorp in de Bulgaarse gemeente Karlovo, oblast Plovdiv. Het dorp ligt 20 km ten noordwesten van Karlovo, 65 km ten noorden van Plovdiv, 88 km ten westen van Kazanlak, 99 km ten oosten van Sofia en 104 km ten zuiden van Lovetsj.

## Bevolking
De eerste officiële volkstelling van 1934 registreerde 2.438 inwoners in het dorp. Dit aantal nam vanaf 1946 continu toe (met een onderbreking in de periode 1985-92). Op 31 december 2019 telde het dorp een hoogtepunt van 4.233 inwoners, waarmee het een van de grotere dorpen in Bulgarije is.
Het dorp heeft een gemengde bevolkingssamenstelling. Van de 4.113 inwoners reageerden er 3.871 op de optionele volkstelling van 2011. Zo’n 1.597 personen identificeerden zichzelf als Bulgaarse Turken (41%), gevolgd door 1.177 Roma (30%) en 1.077 etnische Bulgaren (28%).
| Etnische samenstelling van de respondenten (2011) | Etnische samenstelling van de respondenten (2011) | Etnische samenstelling van de respondenten (2011) | Etnische samenstelling van de respondenten (2011) | Etnische samenstelling van de respondenten (2011) |
| ------------------------------------------------- | ------------------------------------------------- | ------------------------------------------------- | ------------------------------------------------- | ------------------------------------------------- |
|                                                   |                                                   |                                                   |                                                   |                                                   |
| Bulgaren                                          | Bulgaren                                          |                                                   | 27,8%                                             | 27,8%                                             |
| Turken                                            | Turken                                            |                                                   | 41,3%                                             | 41,3%                                             |
| Roma                                              | Roma                                              |                                                   | 30,4%                                             | 30,4%                                             |
| Anders/Onbekend                                   | Anders/Onbekend                                   |                                                   | 0,5%                                              | 0,5%                                              |

Het dorp heeft een relatief gunstige leeftijdsopbouw. Van de 4.113 inwoners die in februari 2011 werden geregistreerd, waren er 962 jonger dan 15 jaar oud (23%), 2.692 inwoners waren tussen de 15-64 jaar oud (66%), terwijl er 459 inwoners van 65 jaar of ouder werden geteld (11%).

## Afbeeldingen

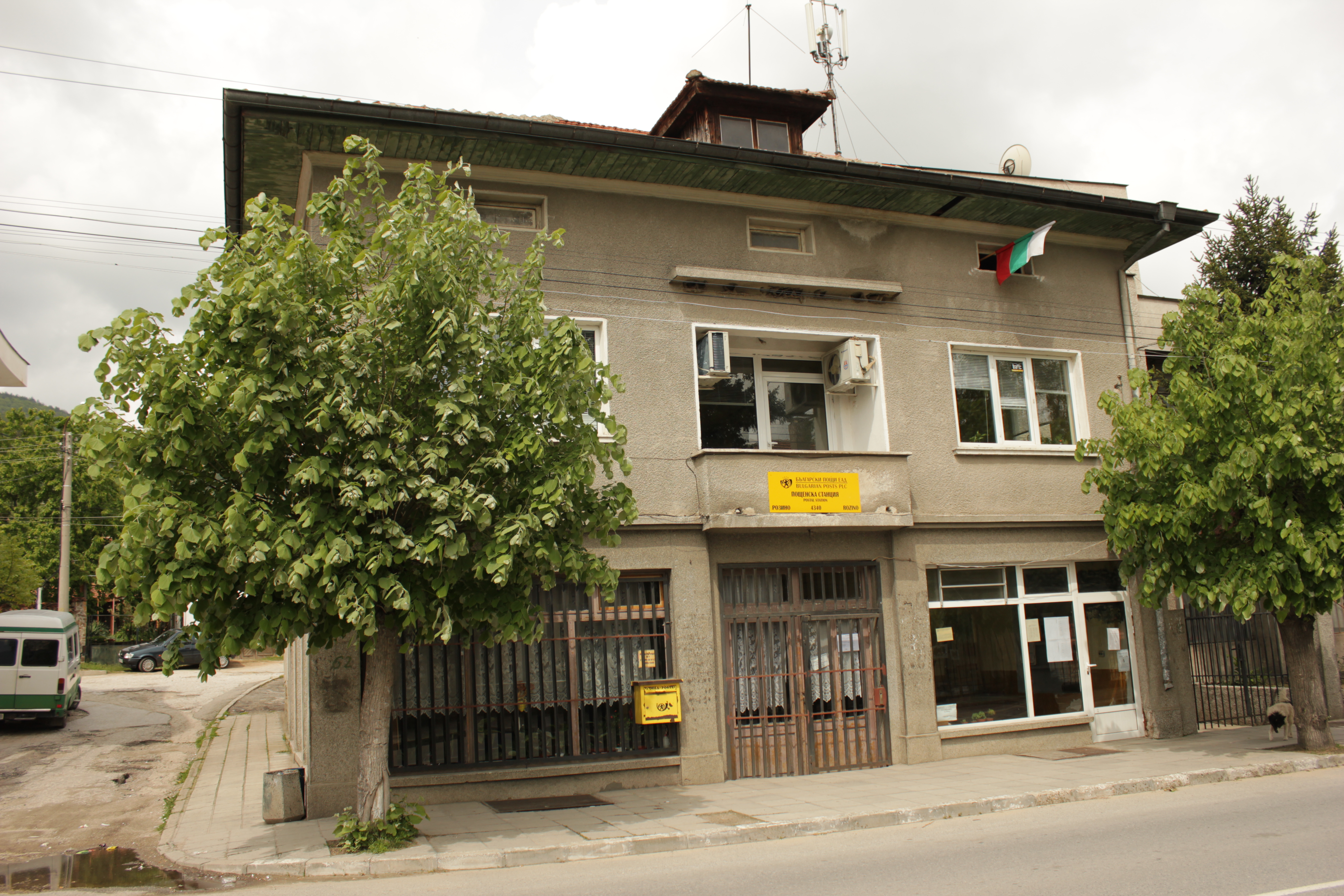
Het burgemeestershuis
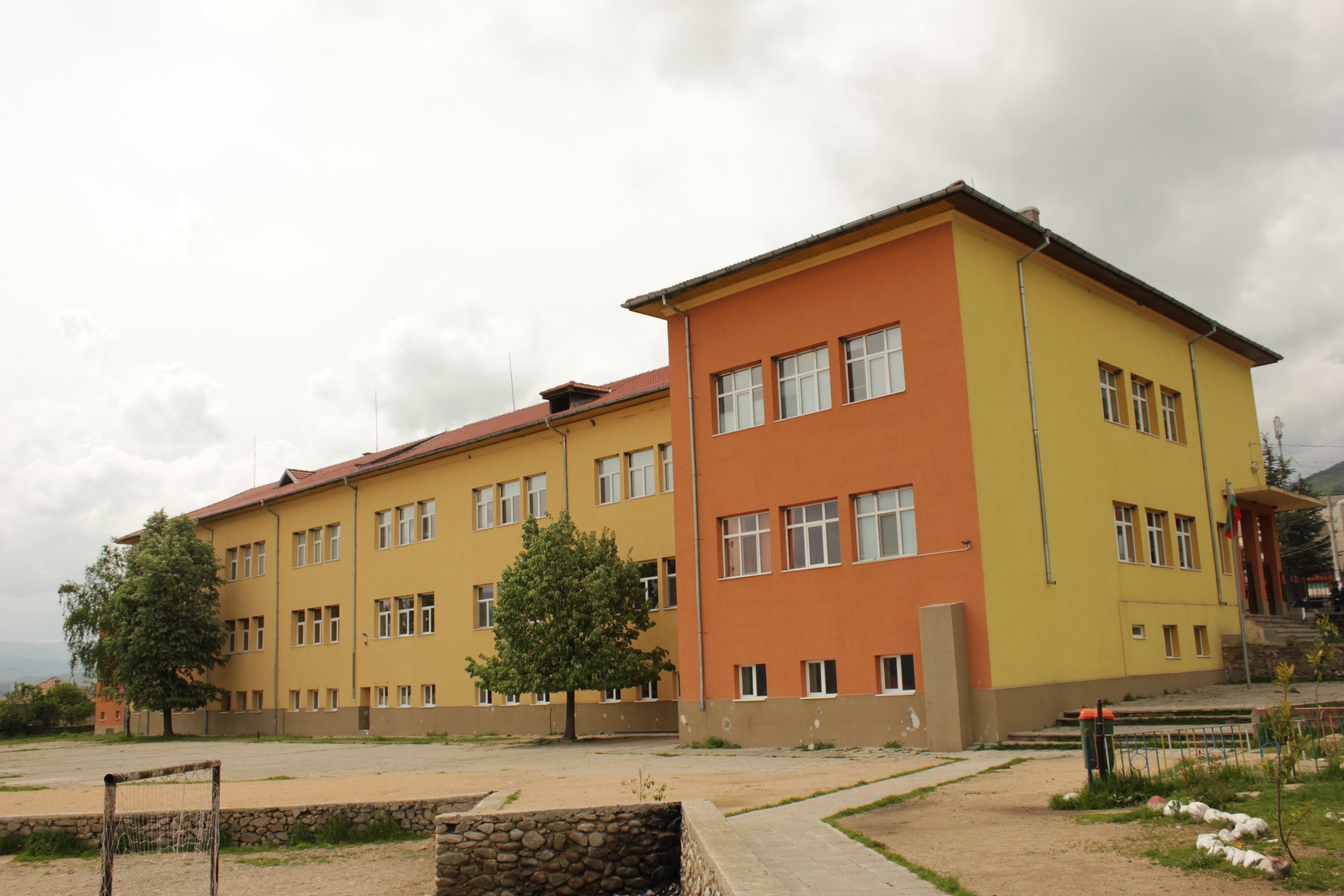
De school in Rozino
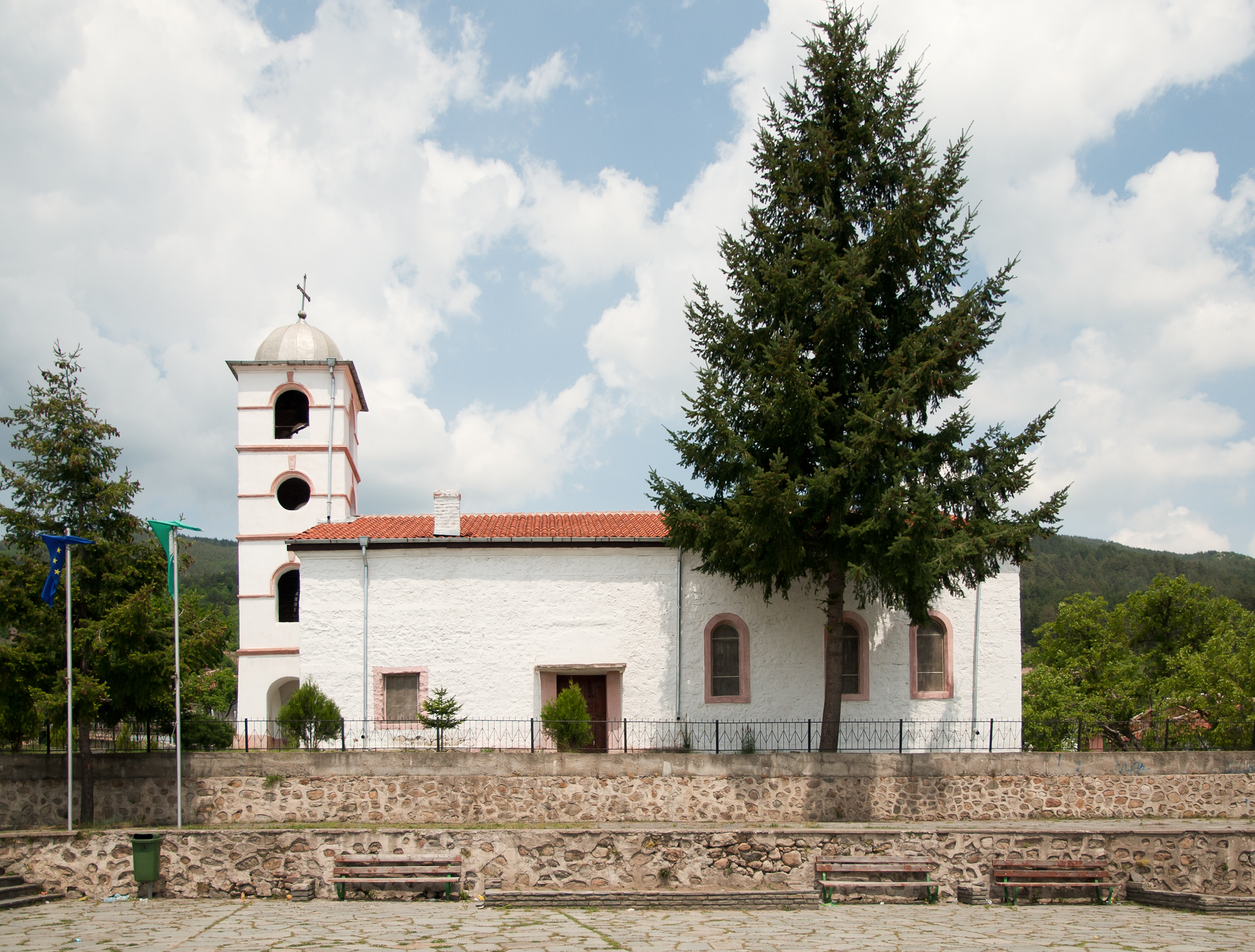
De kerk van Rozino
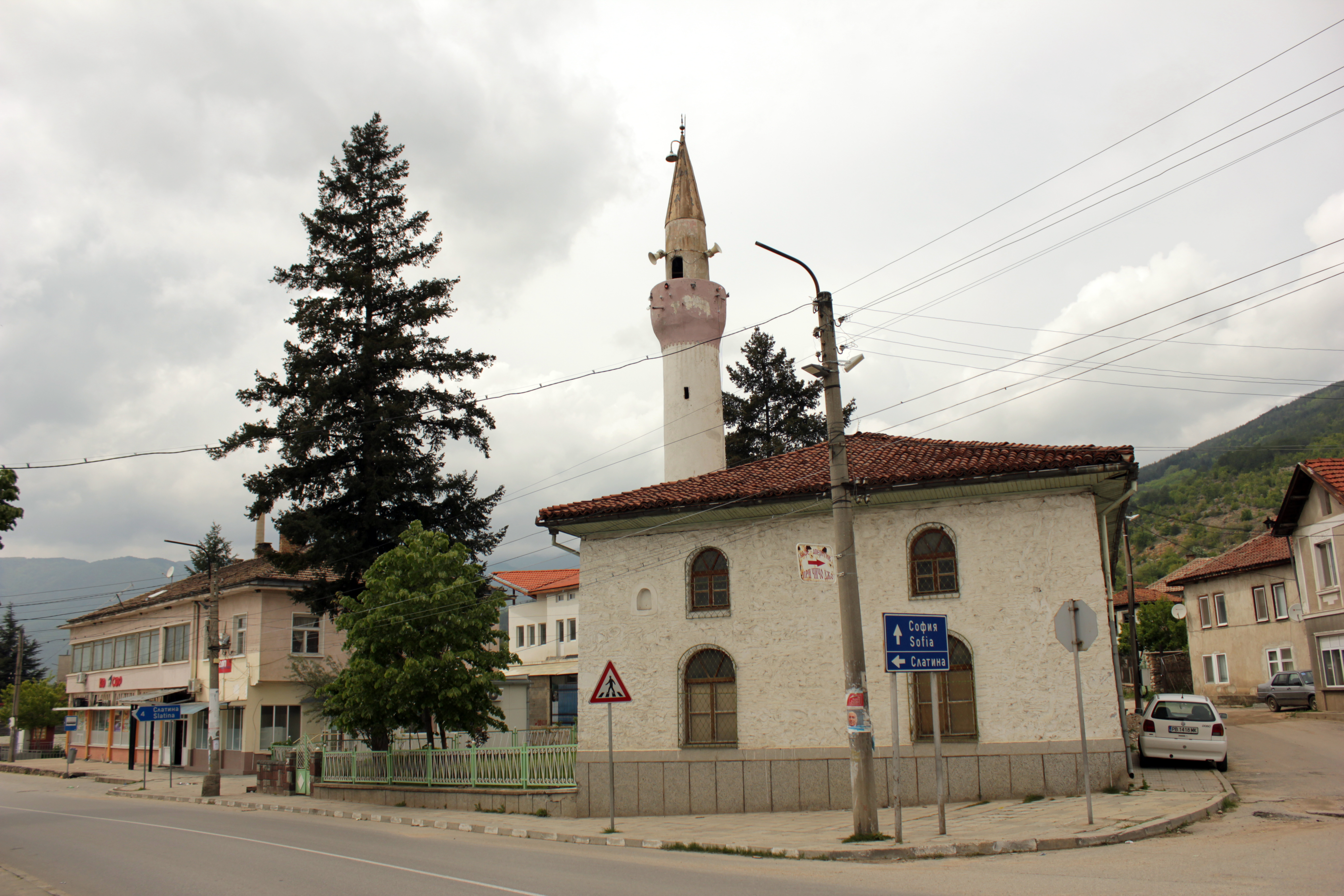
De moskee van Rozino

Banja · Begoentsi · Bogdan · Christo Danovo · Dabene · Domljan · Gorni Domljan · Iganovo · Kalofer · Karavelovo · Karlovo · Karnare · Kliment · Klisoera · Koertovo · Marino Pole · Moskovets · Mratsjenik · Pevtsite · Prolom · Rozino · Slatina · Sokolitsa · Stoletovo · Vasil Levski · Vedrare · Vojnjagovo